# Vladimír Krček
Vladimír Krček (2. května 1936 Čtyři Dvory, dnes součást Českých Budějovic – 12. února 2017 České Budějovice) byl českobudějovický hudebník v oblasti folklóru, swingové a taneční hudby.

## Život
Pocházel z početné rodiny. Otec Josef Krček (1901–1978) se vypracoval z dělnické profese na obchodního zástupce smaltovny Sfinx České Budějovice, kterou ve 30. letech zastupoval v Itálii. Matka Růžena Krčková, rozená Dvořáková (1907–1953) byla vyučená dámská krejčová. Dědeček Josef Krček býval prvním hornistou ve Vídni u c. k. 29. pěšího pluku. V rodině žil ještě dědeček Jan Dvořák, bývalý sedlák, ruský legionář. Vladimír má dva mladší bratry, hudebního skladatele, multiinstrumentalistu a hudebního režiséra Jaroslava (nar. 1939) a Josefa (nar. 1946), jež je rovněž hudebním skladatelem a hráčem na klarinet. Vladimír prožil celý život v Českých Budějovicích. Po ukončení jedenáctiletky v roce 1954 pracoval až do odchodu do důchodu jako technický kreslič konstruktér v národním podniku Igla. Hudbě se věnoval od dětství. Učil se hře na housle u profesorky Marie Nováčkové. Asi od roku 1953 docházel do mládežnického souboru Elán se svým bratrem Jaroslavem (harmonika), později do Jihočeského souboru písní a tanců Úsvit (založený v roce 1951 jako studentský soubor pedagogické školy v Českých Budějovicích). Od 60. let působil v tanečním orchestru Metroklub (založený v roce 1940)  jako pozounista, později baskytarista. V letech 1972–1992 byl po JUDr. Vladimíru Mitiskovi kapelníkem. Kromě vedení Metroklubu aranžoval swingové skladby (Glenn Miller, Benny Goodman, Count Basie aj.) a dobovou taneční hudbu. Od roku 2004 jako baskytarista hrál v Rozhlasovém swingovém orchestru Václava Hlaváče při českobudějovickém studiu. Od mládí bylo jeho velkým koníčkem fotografování.

## Galerie

Vladimír Krček a jeho fotoaparát Meopta Milona
Jihočeský soubor písní a tanců Úsvit: bratři Vladimír Krček (houslista vlevo) a Jaroslav Krček (kontrabasista)
Vladimír Krček, pozoun (Brno, duben 1957)
Mládežnický soubor Elán (České Budějovice), Vladimír Krček (stojící první zprava)
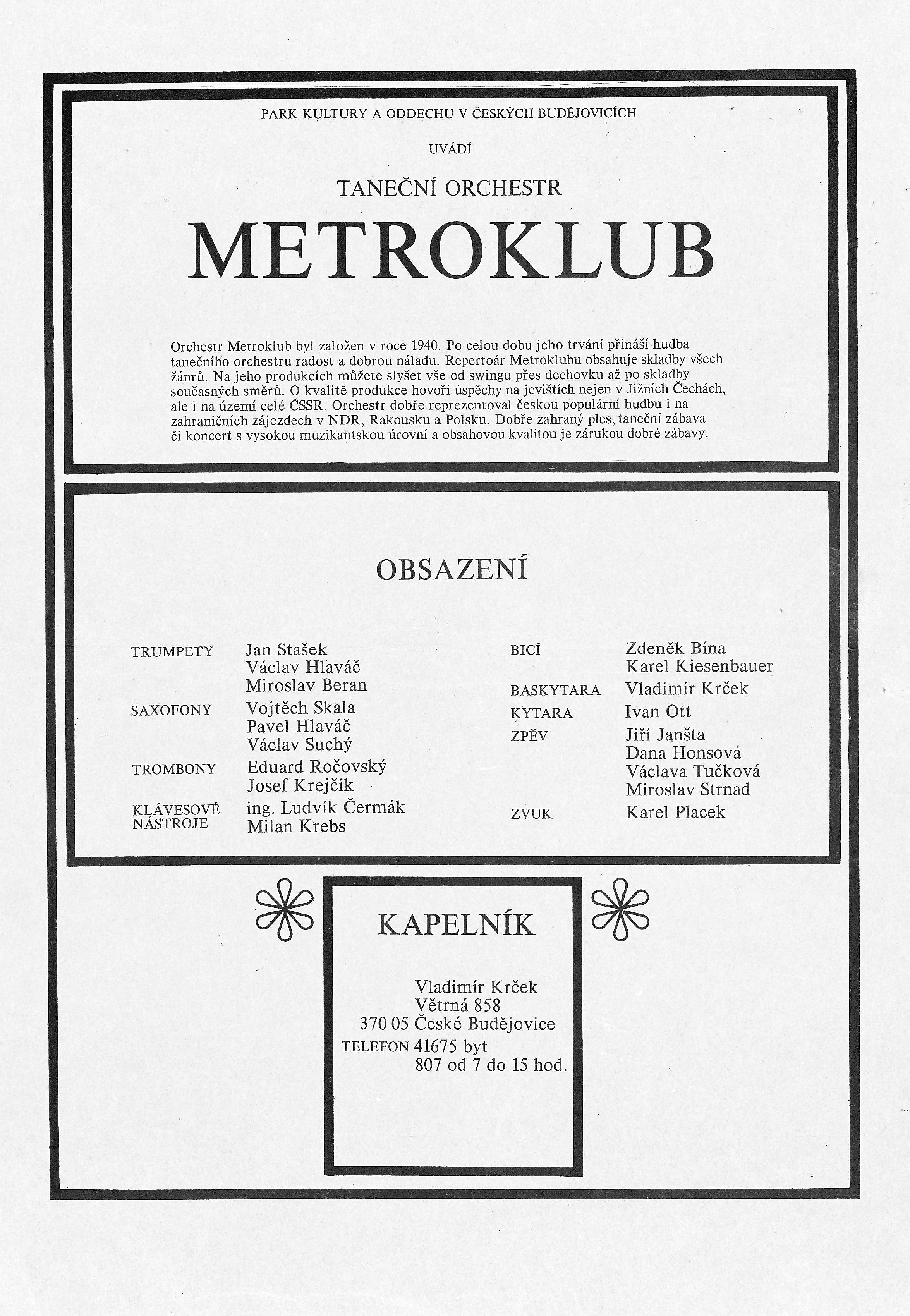
Metroklub České Budějovice
Taneční orchestr Metroklub: zleva Jan Stašek, Vladimír Krček a Václav Hlaváč